# Melanotis
Melanotis – rodzaj ptaków z rodziny przedrzeźniaczy (Mimidae).

## Występowanie
Rodzaj obejmuje gatunki występujące od Meksyku do Salwadoru.

## Morfologia
Długość ciała 24–28 cm, masa ciała 50–69 g.

## Systematyka

### Etymologia
Epitet gatunkowy Turdus melanotis Temminck, 1830 (= syn. Melanotis caerulescens) (greckie μελας melas, μελανος melanos – „czarny”; -ωτις -ōtis – „-uszny” < ους ous, ωτος ōtos – „ucho”).

### Podział systematyczny
Do rodzaju należą następujące gatunki:
- Melanotis caerulescens (Swainson, 1827) – przedrzeźniacz błękitny
- Melanotis hypoleucus Hartlaub, 1852 – przedrzeźniacz białobrzuchy